# Serra de l'Aubaga
La Serra de l'Aubaga és una serra situada al municipi de la Torre de Fontaubella a la comarca del Priorat, amb una elevació màxima de 477 metres.
Al vessant sud hi neix el Barranc de Marçà, un corrent fluvial que desemboca al barranc dels Estrets de Maçanes.